# 往复式索道

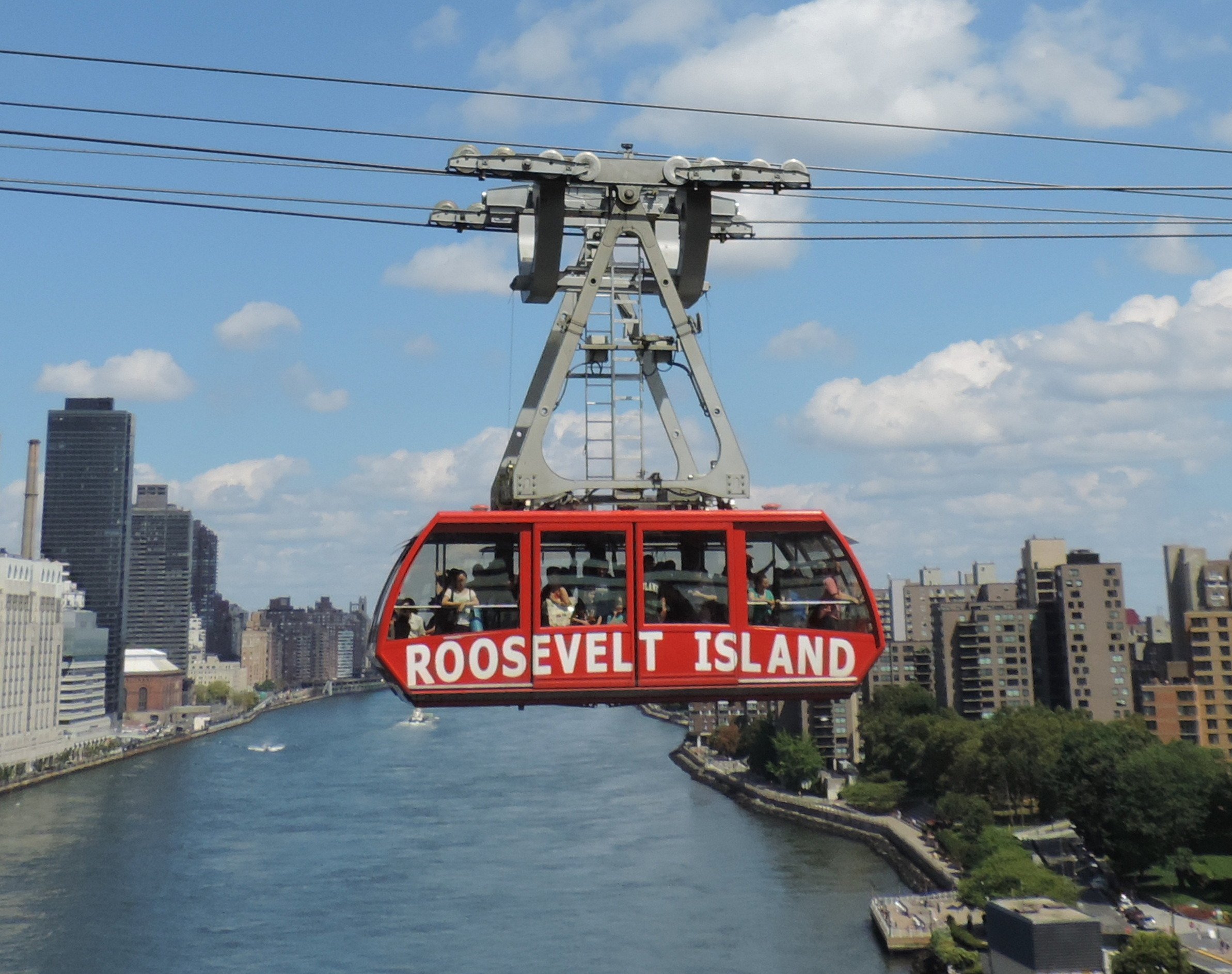
连接纽约曼哈顿岛和罗斯福岛的往复式索道

往复式索道是吊具在线路上往复运行的架空索道，是最早出现的索道类型。与循环式索道不同，其钢索不是循环运转，而是在索道站间作往复运动。通常情况下，索道上只有一对吊具，其中一辆上山时另一辆下山，吊具到达索道站后再各自反方向行走。相比于循环式索道，往复式索道吊具的载客量一般较大，且爬坡能力强，抗风力也更好，因此其主要建在离地面很高、跨距特别大等特殊复杂的地形条件，但总运载能力低于循环式索道，且乘客等候时间更长。

## 结构

1-平衡索；2-车轮；
3-行走小车；4-牵引索；
5-承载索；6-吊架；7-车厢

往复式索道的吊具通常为客车式，亦可使用吊厢式，车厢通过吊架与行走小车相连，行走小车带动车厢沿绳索移动。往复式索道通常为双线索道，与吊具相连的运行小车在一条或多条牵引所的驱动下沿一条或多条承载索运动，以获得更好的抗风性，且能在中间无支架的条件下跨越很大距离。此外，定员较多的车厢还会设有客车制动器，在牵引索或平衡索断裂等情况下自动向承载索施加制动，使车厢能在允许的距离内停下。

## 各地的往复式索道

### 中國大陸

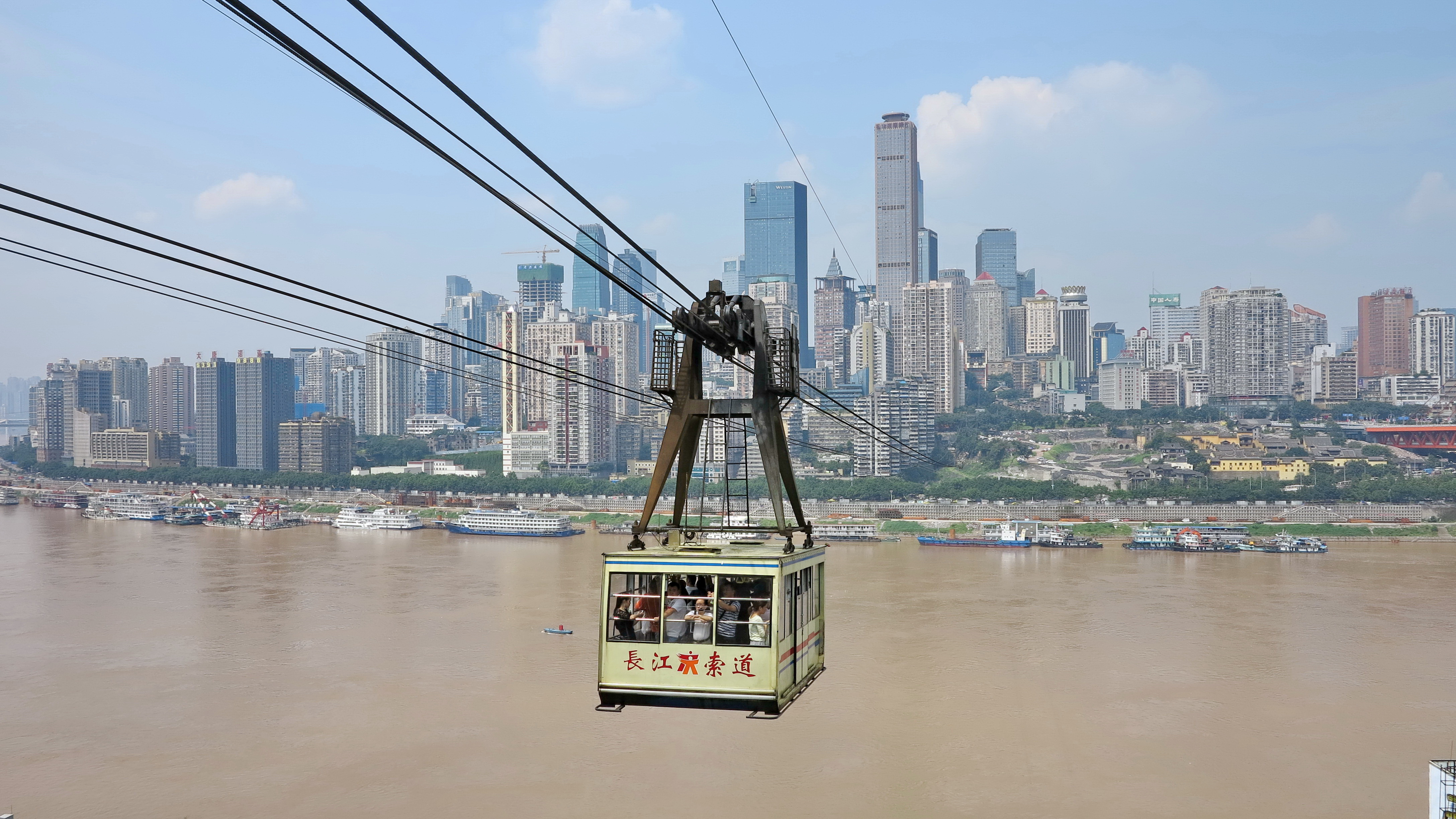
长江索道

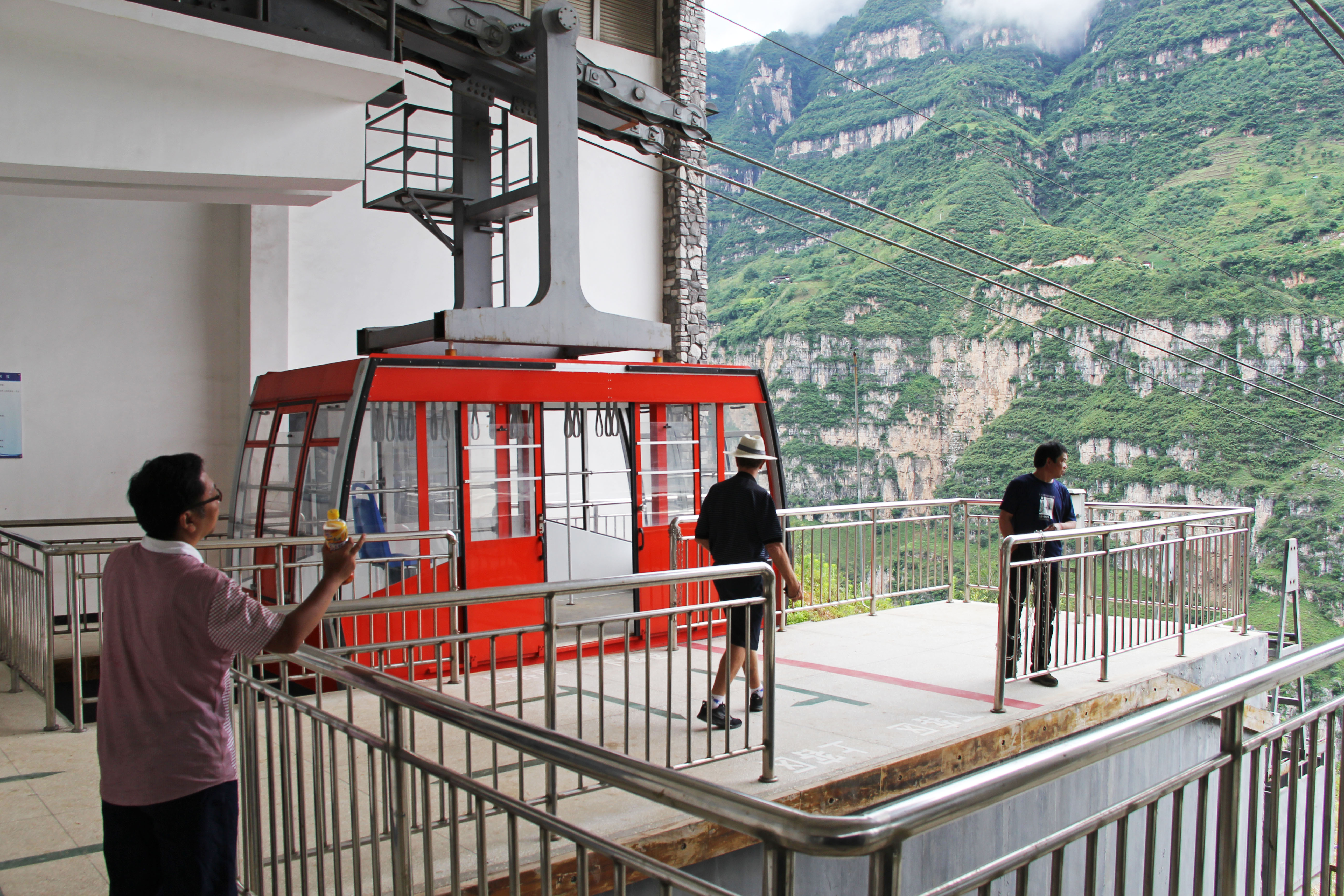
古路村索道

- 重庆长江索道、嘉陵江索道（已拆除）、灵巫洞索道
- 立新索道（英语：Yushancun_Cable_Car）
- 古路村索道（英语：Gulucun_Cable_Car）
- 十渡南山索道
- 泰山中天门索道
- 黄山太平索道、云谷索道
- 溪口景区索道（为往复式编组吊厢索道）
- 张家界黄石寨索道（为往复式编组吊厢索道）
- 西樵山索道（已拆除）
- 峨眉山金顶索道

### 台灣

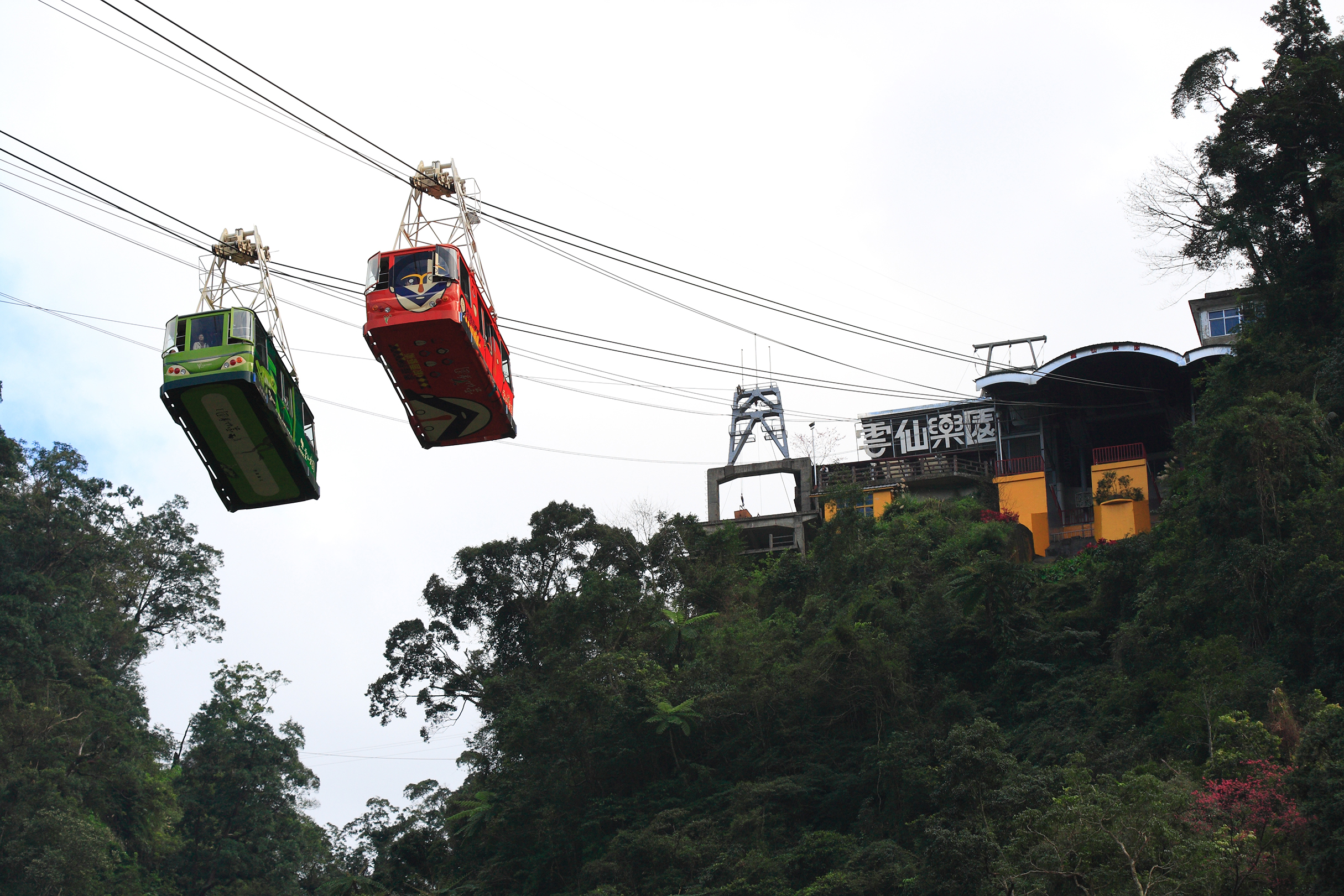
烏來空中缆车

- 烏來空中纜車（新北市）（台湾第一条往复式索道）

### 美國

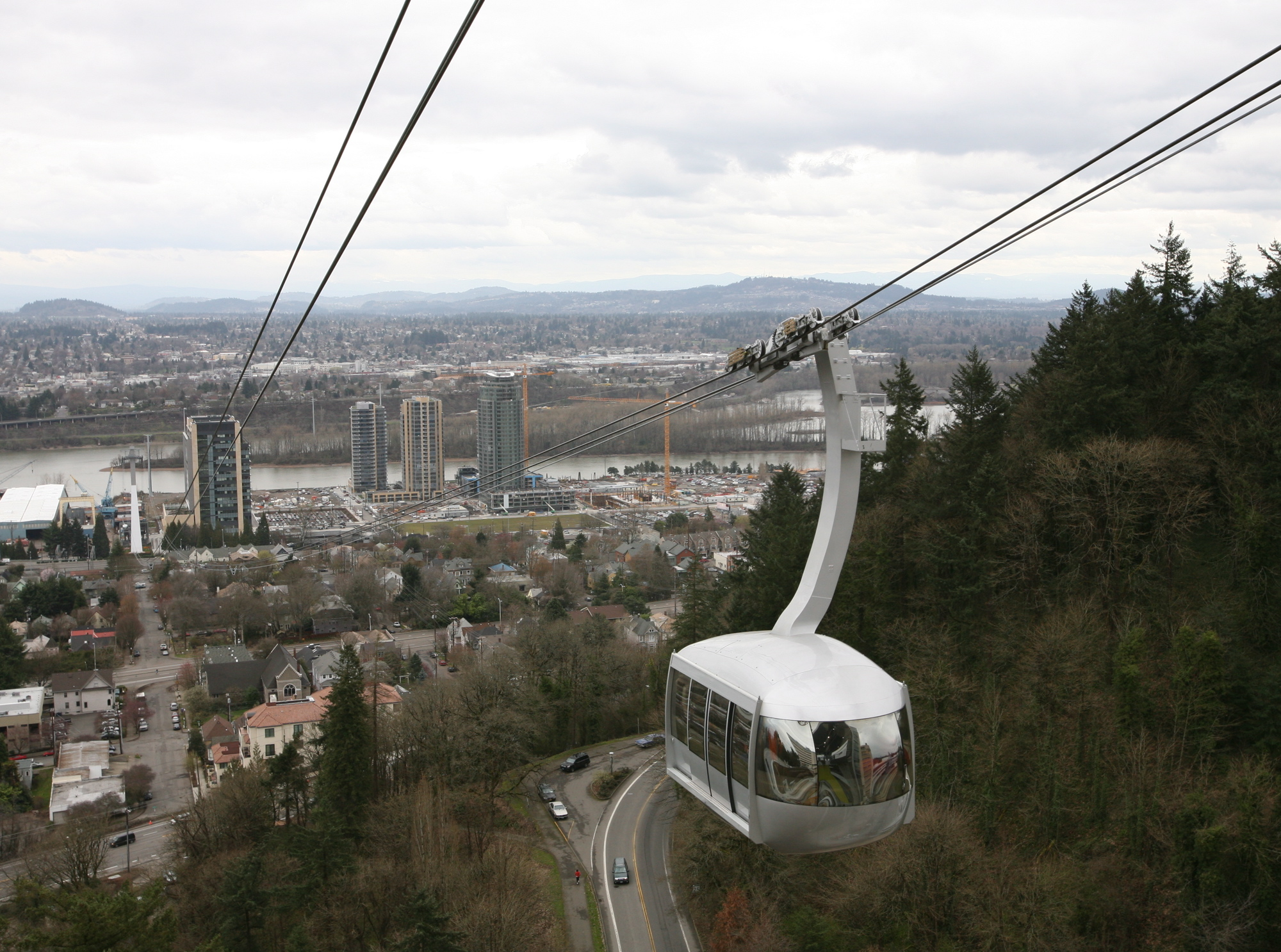
波特兰空中缆车

- 羅斯福島空中纜車
- 波特兰空中缆车

### 南韓
- 南山纜車

### 直布羅陀
- 直布羅陀纜車

### 巴西

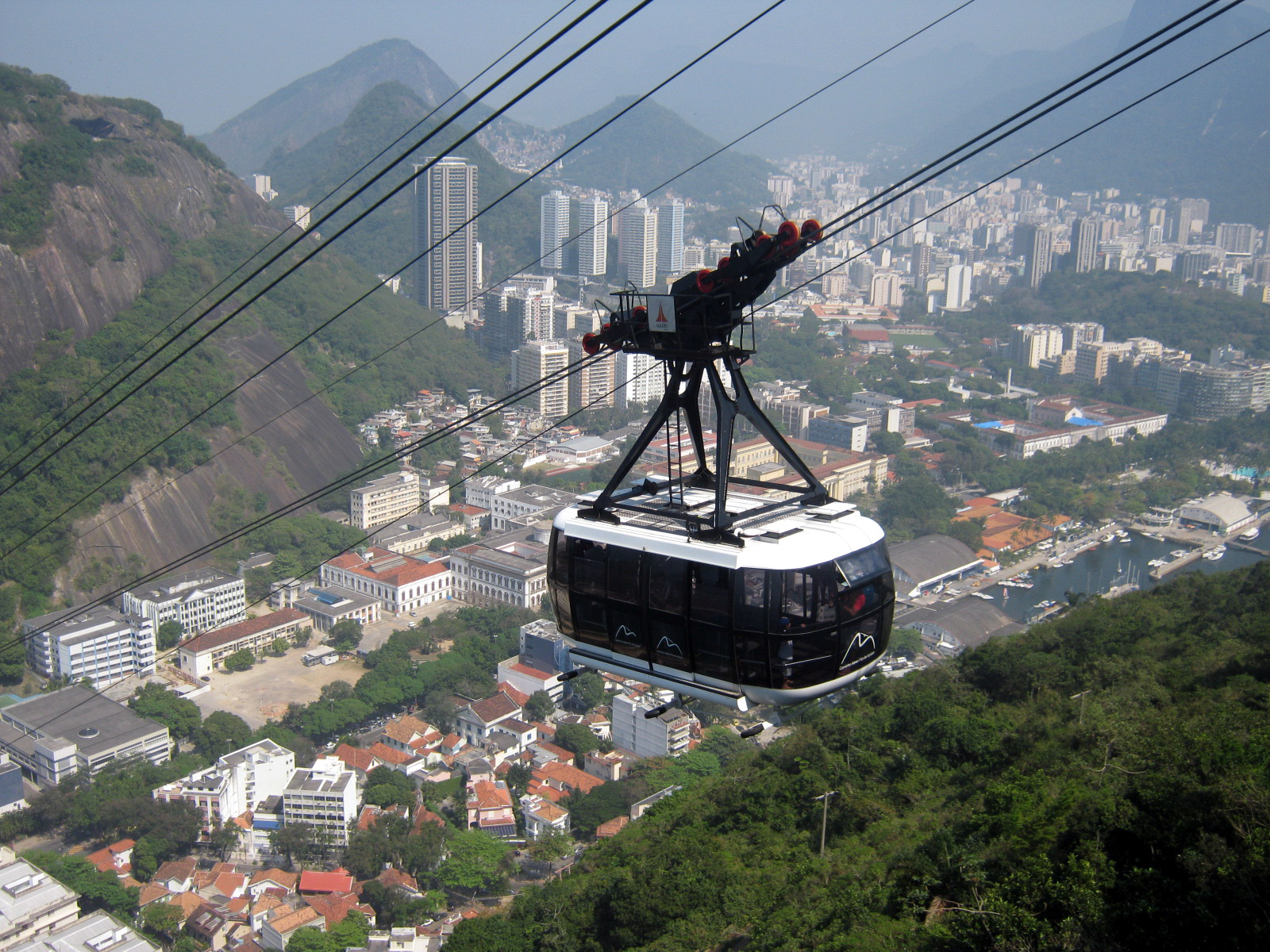
塔糖山纜車

- 塔糖山纜車

### 日本
- 旭岳纜車
- 阿蘇山纜車
- 大雪山層雲峽・黑岳纜車
- 箱根駒岳索道線
- 岩國城纜車
- 身延山缆车
- 長崎纜車
- 立山架空索道
- 伊香保纜車
- 宝登山索道
- 叡山索道